# Pierre-Yves Gabrion
Pierre-Yves Gabrion est un auteur de bande dessinée français né le 13 novembre 1956 au Maroc.

## Œuvres
- Les Mémoires du Capitaine Moulin-Rouge, Milan :

1. Amazonia, 1987.
2. Tumuc-Humac, 1989.

- Les Aventures de Tahoré (scénario), avec Curd Ridel (dessin), Sorg, 1988.
- L'Homme de Java, Vents d'Ouest :

1. Rebelle, 1990.
2. L'Australien, 1991.
3. Pirates, 1993.
4. Mama King, 1994.

- Nom de code : Machiavel (dessin), avec Philippe Gasc (scénario), Sligos, 1993.
- Shekawati : L'Enfant des Dieux, Vents d'Ouest, coll. « Global », 1996.
- Les Rameaux de Salicorne, Casterman, 1998[1].
- Phil Koton t.  : Des hauts et des bas, Casterman, 2000[2]
- Scott Zombi (dessin), avec Zidrou (scénario), Casterman :

1. Debout les morts!, 2002.
2. Fous et Usages de fous, 2003.
3. L'Amicale des réducteurs de têtes, 2004.

- Kern t. 1 : Mediapanel, Soleil, 2006.
- Primal Zone, Delcourt, 2009.
- Karma City, Dupuis :

1. Karma City 1/2, 2016.
2. Le Jour des fous, 2019.